# Rue de l'Abbaye (Bruxelles)
Pour les articles homonymes, voir Rue de l'Abbaye.
La rue de l'Abbaye est une rue en région de Bruxelles-Capitale située sur le territoire de la ville de Bruxelles et commune d'Ixelles qui va de l'avenue Louise à la chaussée de Waterloo (place Charles Graux) en passant par la rue Van Eyck, la rue Saint-Georges, la chaussée de Vleurgat et la rue Hector Denis.
Le début de la rue de l'Abbaye (n° 1 à 11 et n° 2 à 4) se trouve sur la commune de Bruxelles-ville.
Son nom vient de l'Abbaye de la Cambre toute proche.

## Adresses notables
- n° 47 : Ambassade du Kirghizstan
- n° 59 : Musée Constantin Meunier
- n° 26 : Haute École Paul-Henri Spaak section assistant social